# Erioconopa diuturna
Erioconopa diuturna är en tvåvingeart som först beskrevs av Walker 1848.  Erioconopa diuturna ingår i släktet Erioconopa och familjen småharkrankar. Arten är reproducerande i Sverige. Inga underarter finns listade i Catalogue of Life.